# Munidopsis myojinensis
Munidopsis myojinensis is een tienpotigensoort uit de familie van de Munidopsidae. De wetenschappelijke naam van de soort is voor het eerst geldig gepubliceerd in 2007 door Cubelio, Tsuchida, Hendrickx, Kado & Watanabe.